# Jacqueline Álvarez
Jacqueline Patricia Álvarez Mendoza (Limón, Costa Rica, 19 de diciembre de 1977) es una exfutbolista y entrenadora costarricense. Actualmente es panelista en el canal de Multimedios 8.
Jacqueline fue la dedicada del Torneo Apertura 2024 y el Torneo Clausura 2024.

## Trayectoria como jugadora

### Deportivo Saprissa
Jacqueline debutó en la primera división de Costa Rica en el año 1997, logrando el subcampeonato y consagrandóse goleadora del campeonato con 35 anotaciones.

### Club Sport Herediano
En el 1998, Álvarez obtuvo el campeonato, siendo la goleadora del torneo con 28 goles.

### Desamparados FF
Entre los años 2000-2002, Jacqueline obtuvo el tricampeonato de la liga costarricense, obteniendo la distinción individual de goleadora del torneo en el 2001.

### Deportivo Saprissa
En una nueva franquicia, Álvarez consiguió el campeonato de segunda división en el 2005, logrando ascender a la máxima categoría.

### Venus Santa Ana
En el 2005, Jacqueline se une al Venus Santa Ana de Panamá, obteniendo la distinción individual de la mejor jugadora en el 2006.

### UCEM Alajuela
En el 2007, Álvarez regresa al país costarricense, uniéndose a UCEM Alajuela, en el que obtuvo la goleadora del torneo con 18 goles.

### Arenal de Coronado
Jacqueline obtuvo el título de primera división con Arenal de Coronado en el 2008.

### Dimas Escazú
Se unió al equipo de Dimas Escazú entre los años 2010-2011.

### Flores de Heredia
Se unió al equipo Flores de Heredia entre los años 2012-2013.

### Club Sport Herediano
Jacqueline se unió al último equipo, siendo el C. S. Herediano hasta el 2014-2015. 

## Selección nacional
Debutó con la selección de Costa Rica en el 1998, y se mantuvo hasta el 2010, obteniendo un título en los Juegos Deportivos Centroamericanos en el 2001.

## Clubes

### Como jugadora
| Club               | País       | Año       |
| ------------------ | ---------- | --------- |
| Deportivo Saprissa | Costa Rica | 1997      |
| C. S. Herediano    | Costa Rica | 1998-1999 |
| Desamparados FF    | Costa Rica | 2000-2002 |
| Deportivo Saprissa | Costa Rica | 2003-2005 |
| Venus Santa Ana    | Panamá     | 2005-2006 |
| UCEM Alajuela      | Costa Rica | 2007      |
| Arenal de Coronado | Costa Rica | 2008-2009 |
| Dimas Escazú       | Costa Rica | 2010-2011 |
| Flores de Heredia  | Costa Rica | 2012-2013 |
| C. S. Herediano    | Costa Rica | 2014-2015 |

### Como entrenadora
| Equipo            | País       | Año  |
| ----------------- | ---------- | ---- |
| Costa Rica Sub-14 | Costa Rica | 2007 |
| Flores de Heredia | Costa Rica | 2011 |
| C. S. Herediano   | Costa Rica | 2015 |

### Como asistente técnico
| Equipo       | País       | Año           |
| ------------ | ---------- | ------------- |
| Dimas Escazú | Costa Rica | 2024-presente |

## Palmarés

### Títulos nacionales
| Título                         | Equipo             | País       | Año  |
| ------------------------------ | ------------------ | ---------- | ---- |
| Primera División de Costa Rica | C. S. Herediano    | Costa Rica | 1998 |
| Primera División de Costa Rica | Desamparados FF    | Costa Rica | 2000 |
| Primera División de Costa Rica | Desamparados FF    | Costa Rica | 2001 |
| Primera División de Costa Rica | Desamparados FF    | Costa Rica | 2002 |
| Segunda División de Costa Rica | Deportivo Saprissa | Costa Rica | 2005 |
| Primera División de Costa Rica | Arenal de Coronado | Costa Rica | 2008 |

### Títulos internacionales
| Título                             | Equipo                  | Sede      | Año  |
| ---------------------------------- | ----------------------- | --------- | ---- |
| Juegos Deportivos Centroamericanos | Selección de Costa Rica | Guatemala | 2001 |

### Distinciones individuales
| Distinción                                                                                     | Año  |
| ---------------------------------------------------------------------------------------------- | ---- |
| Máxima goleadora de la Primera división de Costa Rica (35 goles)                               | 1997 |
| Máxima goleadora de la Primera División de Costa (21 goles)                                    | 2001 |
| Máxima goleadora de los Juegos Deportivos Centroamericanos (6 goles)                           | 2001 |
| Máxima goleadora de las eliminatorias Uncaf por la Copa Oro de la Concacaf (12 goles)          | 2002 |
| Mejor futbolista del año, según el Círculo de Periodistas y Locutores Deportivos de Costa Rica | 2005 |
| Mejor jugadora de la Primera División de Panamá                                                | 2006 |
| Máxima goleadora de la Primera División de Costa (18 goles)                                    | 2007 |